# 군산시 을
군산시 을은 대한민국의 옛 국회의원 선거구이다. 당시 전라북도 군산시의 일부 지역을 관할했다. 

## 역사
1995년 1월, 군산시와 옥구군이 통합되어 통합 군산시가 출범했다. 이에 제15대 국회의원 선거를 앞두고 통합 군산시의 일부 지역을 관할하는 선거구로 신설되었다.
제16대 국회의원 선거를 앞두고 군산시 갑, 을 선거구가 통합되어 군산시 단독 선거구를 이루게 됨에 따라 폐지되었다.

## 역대 국회의원
| 선거   | 정당 | 정당     | 의원   |
| ------ | ---- | -------- | ------ |
| 1996년 |      | 신한국당 | 강현욱 |

## 역대 선거 결과

### 대한민국 제15대 국회의원 선거
|  | 53.78% |

|  | 44.50% |

|  | 1.70% |